# Erginos
Erginos (altgriechisch Ἐργῖνος Ergínos) ist in der griechischen Mythologie König des minyschen Orchomenos. 

## Leben
Erginos war der Sohn des Klymenos oder Periklymenos sowie Vater von Trophonios und Agamedes. Er wird bei den ersten Taten des jungen Herakles erwähnt und soll auch einer der Argonauten gewesen sein.
Erginos ergraute schon frühzeitig und wurde deshalb während des Aufenthalts der Argonauten auf Lemnos, wo er in einem Wettlauf gewann, von den Lemnierinnen verspottet.
Sein Vater Klymenos, der König der Minyer, wurde von Perieres, dem Wagenlenker des thebanischen Adligen Menoikeus, durch einen Steinwurf tödlich verwundet. Sterbend verpflichtete er seinen Sohn, der ihm auf dem Thron folgte, zur Rache. Erginos unterwarf Theben, entwaffnete die Stadt und verpflichtete die Thebaner, ihm 20 Jahre lang jährlich 100 Rinder als Tribut zu schicken. Herakles, der in Theben wohnte, lehnte sich dagegen auf. Die Herolde, die den Jahrestribut entgegennehmen wollten, verstümmelte er und jagte sie gebunden aus der Stadt. Als Erginos davon erfuhr, forderte er Herakles’ Auslieferung, worauf der thebanische König Kreon aus Furcht eingehen wollte, aber Herakles sammelte eine kleine Gruppe junger Männer, die sich mit den als Weihestücke in den thebanischen Tempeln aufgehängten Waffen rüsteten. Erginos entsandte ein Heer gegen Theben, das aber von Herakles, dessen Stiefvater Amphitryon und ihrer Schar an einem Engpass im Gebirge vernichtend geschlagen wurde. In dieser Schlacht fiel Erginos durch Herakles’ Hand, aber auch Amphitryon fand den Tod. Nach der Schlacht wurden die Stadt und die Burg Orchomenos von Herakles erobert und niedergebrannt. Die Minyer mussten den Thebanern fortan das Doppelte des Tributs entrichten, den sie erhalten hatten.
Einer alternativen Version zufolge überlebte Erginos den Krieg gegen Herakles und schloss Frieden. Er blieb bis ins hohe Alter unverheiratet und kinderlos. Da er sich jedoch nach Kindern sehnte, heiratete er auf einen Rat des Orakels von Delphi hin doch noch eine junge Frau und zeugte mit ihr den Trophonios und Agamedes.